# Marcel Beukeboom
Marcel Beukeboom (Alkmaar, 31 juli 1972) is een Nederlands politicus, ambtenaar, diplomaat, blogger en columnist. Hij is lid van D66. Sinds de zomer van 2021 is Beukeboom permanent vertegenwoordiger van het Koninkrijk der Nederlanden bij de FAO in Rome.

## Biografie

### Jeugd en opleiding
Beukeboom is geboren in Alkmaar en verhuisde op zijn zevende naar Doetinchem in de buurt van Stadion De Vijverberg. Zijn vader is landbouwvoorlichter en werkt onder andere in Ede en Arnhem bij het Milieu- en Kenniscentrum van het ministerie van Landbouw. Zijn moeder is apothekersassistente en betrokken bij milieu en duurzaamheid. Hij voltooide op het Ludger College zijn vwo-opleiding in 1990, waarna hij aan de Rijksuniversiteit Groningen ging studeren. Daar behaalde hij 1997 zijn mastersgraad in "Internationale Betrekkingen" (International Relations). Gedurende zijn studietijd was Beukeboom in de periode 1994–1996 fractievoorzitter voor de partij Student en Stad in de gemeenteraad van Groningen. Zijn internship (stage) doorliep hij in 1997 op het Department of Political Affairs van de Verenigde Naties.
Na het behalen van zijn mastersgraad volgde Beukeboom nog enkele trainingen en cursussen aan de Rijksacademie voor Financiën en Economie (1999), de Nederlandse School voor Openbaar Bestuur (NSOB, 2015–2016), en een executive training over handelsbeleid aan de Harvard Kennedy School in 2009.

### Functies
Beukeboom was in de periode 1998-2000 als beleidsambtenaar verbonden aan het ministerie van Infrastructuur en Milieu en later het ministerie van Buitenlandse Zaken. Vanaf 2000 kreeg zijn carrière een meer diplomatieke richting toen hij achtereenvolgens diverse functies bekleedde bij de Nederlandse ambassade in Zuid-Afrika (2000–2004) en een consulaire functie bij zijn eerdere werkgever, het ministerie voor Buitenlandse Zaken (2004–2008). Vervolgens vervulde Beukeboom een dubbelfunctie als adviseur voor (internationale) handelsbetrekkingen bij de Nederlandse ambassade in de Verenigde Staten (van augustus 2008 tot juli 2012). Hierna keerde hij terug bij het ministerie van Buitenlandse Zaken voor een leidinggevende functie met betrekking tot de voedingssector inzake de (Nederlandse inzet voor) wereldwijde voedselveiligheid (2012–2016).

In november 2016 werd hij klimaatgezant voor het Koninkrijk der Nederlanden. In 2021 werd hij opgevolgd door Jaime de Bourbon de Parme. Van november 2016 tot oktober 2017 was deze positie nog ondergebracht bij het ministerie van Infrastructuur en Milieu, maar sinds oktober 2017 valt zij onder het ministerie van Economische Zaken en Klimaat.

### Nevenfuncties en vrijwilligerswerk
Behalve de diverse ambten die Beukeboom gedurende en na zijn studie bekleedde, is hij ook columnist/blogger bij onder meer het (online) tijdschrift "Oneworld". Daarnaast houdt hij lezingen en treedt hij op als gastspreker, zoals bij het op 5 april 2018 gehouden symposium International Climate Politics and the Energy Transition. Ook is hij sinds 2013 als vrijwilliger verbonden aan Stichting De Bus in de rol van secretaris. Beukeboom is ook ambassadeur van het energiecollectief SamenOm.

### Klimaatgezant
Tijdens zijn functie als klimaatgezant benoemt Beukeboom – al dan niet impliciet in de hoedanigheid van vrijwilliger en/of in nevenfuncties – in lezingen, columns en interviews ook neventhema's en kwesties die direct of indirect met het klimaat te maken hebben. Voorbeelden hiervan zijn energievoorziening en de gaswinningsproblematiek Groningen.
In 2018 verrichtte hij als gezant voor Nederland de voorbereidende gesprekken en onderhandelingen voor de klimaattop in Katowice, Polen, die in december van hetzelfde jaar zou plaatsvinden.
In december 2019 spande Beukeboom zich namens Nederland opnieuw in tijdens de wereldwijde tweeweekse klimaatconferentie in Madrid. Deze klimaattop zou aanvankelijk gehouden gaan worden in Chili (Zuid-Amerika), maar werd uiteindelijk door en in Spanje georganiseerd.

### Kandidaat-Kamerlid
Namens D66 stond hij op de plaats 39 van D66 voor de Tweede Kamerverkiezingen van 2021.

### Permanent vertegenwoordiger FAO
Op 25 juni 2021 werd bekendgemaakt dat de ministerraad heeft ingestemd met de benoeming van Beukeboom tot permanent vertegenwoordiger van het Koninkrijk der Nederlanden bij de FAO in Rome. De benoeming ging in vanaf de zomer van 2021.

## Publicaties en externe links (selectie)
- Profiel van Marcel Beukeboom op nederlandwereldwijd.nl (Ministerie van Buitenlandse Zaken). Gearchiveerd op 10 december 2018. Geraadpleegd op 10 december 2018.
- (en)  Public-private partnerships: Spurring private sector involvement in development (co-auteur) op devex.com (juni 2013). Gearchiveerd op 10 december 2018. Geraadpleegd op 10 december 2018.[11]
- Marcel Beukeboom; Blog en columns op ONE world. Gearchiveerd op 10 december 2018. Geraadpleegd op 10 december 2018.
- Marcel Beukeboom;  Opwarming van de aarde heeft gevolgen voor de assets van bedrijven, artikel in tijdschrift: KLIMAAT + de accountant in business (2018, nr. 2, pag. 44–47), uitgegeven door de Koninklijke Nederlandse Beroepsorganisatie van Accountants. Gearchiveerd op 10 december 2018. Geraadpleegd op 10 december 2018.